# Vydrník
Vydrník (do 1927 r. Vyderník; niem. Eimerau lub Wiedrig, węg. Védfalu, do 1899 r. Vidernik) – wieś (obec) na Słowacji położona w kraju preszowskim, w okręgu Poprad, w Kotlinie Popradzkiej.
Pierwsze wzmianki o miejscowości pochodzą z roku 1294. 
Według danych z dnia 31 grudnia 2010, wieś zamieszkiwało 1096 osób, w tym 532 kobiety i 564 mężczyzn.
W 2001 roku rozkład populacji względem narodowości i przynależności etnicznej oraz religijnej wyglądał następująco:
- Słowacy – 96,66%
- Romowie – 3,12%

- katolicy – 99,11%
- ewangelicy – 0,22%
- grekokatolicy – 0,22%
- niewierzący – 0,22%
- przynależność niesprecyzowana – 0,22%